# Sanaag
Sanaag (ar. سَنَاج) – jeden z osiemnastu regionów administracyjnych w Somalii, którego siedzibą jest miasto Ceerigaabo, ustanowiony w czerwcu 1984 roku. Region ten znajduje się w północno-zachodniej części kraju, na terenie nieuznawanego przez społeczność międzynarodową Somalilandu.

## Populacja
| Rok  | Populacja |
| ---- | --------- |
| 2005 | 270 tys.  |
| 2014 | 544 tys.  |
| 2019 | 578 tys.  |

## Miasta
- Ceerigaabo – stolica regionu
- Ceel Afweyn
- Maydh
- Badhan
- Dararweyne
- Laasqoray
- Garadag
- Heis
- Midhisho
- Yubbe
- Hadaaftimo
- Xingalool
- Buraan
- El Buh
- Gudmo Biyo Cas
- Ruguuda
- Godcanood
- Yufle
- Dayaha